# Sounding the Seventh Trumpet
Sounding the Seventh Trumpet — дебютный студийный альбом калифорнийской группы Avenged Sevenfold, вышедший в 2001 году на лейбле Good Life Recordings, альбом был переиздан Hopeless Records 19 марта 2002 года с новой композицией «To End the Rapture».

## Список композиций
| №                   | Название                                                          | Длительность |
| ------------------- | ----------------------------------------------------------------- | ------------ |
| 1.                  | «To End the Rapture*»                                             | 1:24         |
| 2.                  | «Turn the Other Way»                                              | 5:36         |
| 3.                  | «Darkness Surrounding»                                            | 4:49         |
| 4.                  | «The Art of Subconscious Illusion» (featuring Valary DiBenedetto) | 3:45         |
| 5.                  | «We Come Out at Night»                                            | 4:44         |
| 6.                  | «Lips of Deceit»                                                  | 4:09         |
| 7.                  | «Warmness on the Soul»                                            | 4:19         |
| 8.                  | «An Epic of Time Wasted»                                          | 4:18         |
| 9.                  | «Breaking Their Hold»                                             | 1:11         |
| 10.                 | «Forgotten Faces»                                                 | 3:26         |
| 11.                 | «Thick and Thin»                                                  | 4:15         |
| 12.                 | «Streets»                                                         | 3:06         |
| 13.                 | «Shattered by Broken Dreams»                                      | 7:08         |
| Общая длительность: | Общая длительность:                                               | 52:57        |

## Участники записи
- М. Шэдоус or Matt Davies — вокал
- Заки Вэндженс or Kris Coombs-Roberts — гитара
- Джастин Сейн or Francesco DiCosmo — бас и пианино
- The Reverend Tholomew Plague or Ryan Richards — ударные
- Tom Morello — гитара

## Видео
- Warmness on the Soul